# Anequin de Egas
Anequin de Egas, noto in lingua olandese come Jan van den Eycken (Bruxelles, ... – Toledo, 1494), è stato un architetto olandese.

## Biografia
Arrivò in Spagna intorno al 1440 per stabilirsi a Toledo, Insieme al fratello Egas Cueman, introducendo nel territorio lo stile di scultura fiammingo.
Fu attivo principalmente nelle città di Valladolid, Toledo e Cuenca nella regione della Castiglia e lavorando brevemente anche nella città di Granada.
Nel 1448 cominciò a lavorare nella città di Toledo alla Porta dei Leoni per poi, nel 1454, lavorare insieme al fratello, alla Cattedrale di Cuenca, città in cui disegnò anche il Castello di Belmonte per commissione di Juan Pacheco. Tornò posteriormente a Toledo dove, nel 1458  assunse la carica di capomastro della Cattedrale di Santa María di Toledo.
Di lui si ricordano inoltre vari monumenti funebri, di tradizione fiamminga sparsi in tutto il territorio del centro della Spagna.